# Room on the 3rd floor (canción)
«Room on the 3rd Floor»  —en español: «Habitación en el 3.er piso»— es el cuarto y último sencillo del álbum debut de mismo nombre de la banda británica de pop rock McFly, publicado el 15 de noviembre de 2004 por la compañía discográfica Island Records. La canción alcanzó las posiciones n.º 5 y nº27 en las listas británicas e irlandesas respectivamente.
Una de las ediciones del single en CD contiene una versión de «Crazy Little Thing Called Love», de la banda Queen; mientras que la otra incluye una versión de un típico villancico navideño llamado «Deck The Halls».

## Descripción
Fue escrita por los vocalistas de la banda Tom Fletcher y Danny Jones. La letra habla del hotel InterContinental de Londres, donde ambos se alojaron durante dos meses para componer canciones de su álbum debut, en la habitación 363 del tercer piso. En general, es menos optimista y uptempo que sus anteriores singles, puesto que recoge los problemas que sufrieron los dos miembros de la banda durante su estancia en el hotel, como por ejemplo, las discusiones de las habitaciones vecinas o el molesto servicio de limpieza.

## Vídeo musical
El vídeo muestra a la banda como pequeños modelos de plástico de un juguete, que se van montando como una maqueta. En su transcurso se muestra como uno por uno se van montando los miembros de la banda y sus respectivos instrumentos, y también sus fanes. Para el rodaje del videoclip la banda tuvo que pintarse de azul, al estilo pitufos, para que luego fuesen modificados digitalmente, adoptando así aspecto de muñecos.

## Lista de canciones
| CD sencillo/ Vinilo de 7" (Island MCS40389) |                                  |          |  |
| N.º                                         | Título                           | Duración |  |
| 1.                                          | «Room on the 3rd Floor»          | 3:16     |  |
| 2.                                          | «Crazy Little Thing Called Love» | 2:29     |  |

| Maxisencillo (Island MCSXD40389) |                                         |          |  |
| N.º                              | Título                                  | Duración |  |
| 1.                               | «Room on the 3rd Floor»                 | 3:16     |  |
| 2.                               | «Five Colours in Her Hair» (en directo) | 3:11     |  |
| 3.                               | «Deck Halls»                            | 1:34     |  |
| 4.                               | «Room on the 3rd Floor» (en directo)    | 3:16     |  |
| 5.                               | «Room on the 3rd Floor (Video)»         | 3:16     |  |

| DVD sencillo (Island MCSVD40389) |                                     |          |  |
| N.º                              | Título                              | Duración |  |
| 1.                               | «Room on the 3rd Floor (audio)»     | 3:16     |  |
| 2.                               | «Obviously (video)»                 | 3:15     |  |
| 3.                               | «McFly Home Movie»                  |          |  |
| 4.                               | «Guitar Lessons with Tom and Danny» |          |  |

| EP Digital |                                                                               |          |  |
| N.º        | Título                                                                        | Duración |  |
| 1.         | «Room On The 3rd Floor»                                                       | 3:17     |  |
| 2.         | «Five Colours In Her Hair» (versión en directo en el festival Liverpool Pops) | 3:10     |  |
| 3.         | «Deck The Halls»                                                              | 1:33     |  |
| 4.         | «Room On The 3rd Floor» (versión en directo)                                  | 3:21     |  |

## Posicionamiento en las listas de ventas
| Lista de ventas           | Posición más alta |
| ------------------------- | ----------------- |
| UK Singles Chart          | 5                 |
| Irish Singles Chart       | 27                |
| UK Chart of the Year 2004 | 125               |